# Iona (zoologia)
Iona Peckham & Peckham, 1886 è un genere di ragni appartenente alla famiglia Salticidae.

## Distribuzione
L'unica specie oggi nota di questo genere è endemica delle isole Tonga.

## Tassonomia
A dicembre 2010, si compone di una sola specie:
- Iona nigrovittata (Keyserling, 1882)[2] — Isole Tonga